# Paris (album de Marc Lavoine)
Pour les articles homonymes, voir Paris (homonymie).
Albums de Marc Lavoine
Les Amours du dimanche
(1989) Faux Rêveur
(1993)
Singles
1. Paris
Sortie : octobre 1991
2. L'Amour de 30 secondes
Sortie : mars 1992
3. Ça m'est égal
Sortie : octobre 1992
4. Fils de moi
Sortie : 1992

Paris est le quatrième album de Marc Lavoine sorti 1991 en France.

## Liste des titres
| No  | Titre                     | Auteur                                         | Durée |
| --- | ------------------------- | ---------------------------------------------- | ----- |
| 1.  | L'Amour de 30 secondes    | Marc Lavoine, Fabrice Aboulker                 | 3:40  |
| 2.  | Ça m'est égal             | Marc Lavoine, Fabrice Aboulker                 | 4:33  |
| 3.  | Étagère                   | Marc Lavoine, Fabrice Aboulker                 | 2:58  |
| 4.  | Laisse pousser les fleurs | Marc Lavoine, Fabrice Aboulker                 | 4:18  |
| 5.  | Femme seule               | Marc Lavoine, Fabrice Aboulker                 | 5:30  |
| 6.  | Paris                     | Marc Lavoine, Fabrice Aboulker                 | 3:49  |
| 7.  | Fils de moi               | Marc Lavoine, Fabrice Aboulker                 | 4:01  |
| 8.  | Tu ne peux pas savoir     | Marc Lavoine, Fabrice Aboulker                 | 4:25  |
| 9.  | Amour après guerre        | Pierre Grillet, Marc Lavoine, Fabrice Aboulker | 4:19  |
| 10. | Madame sans gêne          | Marc Lavoine, Fabrice Aboulker                 | 4:01  |